# Grangeria borbonica
Grangeria borbonica là một loài thực vật có hoa trong họ Cám. Loài này được Lam. mô tả khoa học đầu tiên năm 1789.